# 後藤慶二
後藤 慶二（ごとう けいじ、1883年10月29日 - 1919年2月3日）は日本の建築家。司法技師として監獄等の建設に従事、豊多摩監獄（後の中野刑務所）が代表作。

## 経歴
東京市小石川生まれ。父・後藤牧太は物理学者で東京高等師範学校教授。東京高等師範学校附属小学校・同中学校を経て、旧制第四高等学校（金沢）第二部甲組を卒業。白馬会菊坂研究所に通い洋画を学ぶ。1906年に東京帝国大学工科大学建築学科に入学し、1909年卒業。同期に山崎静太郎、長谷部鋭吉らがいる。
卒業後は司法省に入り営繕技師になる。山下啓次郎、横浜勉とともに豊多摩監獄の建設に従事。また中央工学校（夜学）の建築科教務主理を務める。1914年頃、佐野利器、内田祥三、内藤多仲らと白光会を組織。同期の山崎静太郎と中村達太郎の「虚偽建築論争」（1915-16年）に際して「形而下の構造に対する形而上の批判」を寄せ、構造と意匠に関する建築論を展開した。
1915年3月、豊多摩監獄が竣工。建設に功績のあった後藤に300円、横浜勉に250円、山下啓次郎に100円の賞与が贈られた。同月、司法技師を依願免官。6月から8月にかけて、関野貞らとともに朝鮮総督府嘱託として朝鮮の古墳調査に参加した。朝鮮から帰国後、明治神宮宝物殿の建築設計競技に応募し、3等1席に入選する。現在の宝物殿（大江新太郎実施設計、重要文化財）は後藤案のデザイン（校倉風）をふまえていると言われる。
1916年、司法省に復職し、東京区裁判所を手がける。同年早稲田大学講師として内藤多仲（留学中）の構造の講義を引き受けて、1年間代講する。
建築学会では常議員及び建築雑誌編集委員（1915年、1916年）等を務めた。国民美術協会展覧会の第2回（1914年）から第6回（1918年）まで作品を出展し、第6回に雨潤会奨励賞金を受ける。1917年には国民美術協会理事に選出された。
建築構造でも研究を進め、佐野利器、内田祥三、内藤多仲らと「鉄筋コンクリートに関する訳語並びに記号私案」を作成。コンクリート構造に関する論文を多く発表した。日本で建築構造における図式解法の最初の紹介者とも称される。
1919年、スペイン風邪に腸チフスを併発し、36歳の若さで死去。墓所は東京・赤坂の澄泉寺にある。後藤家の墓所が多磨霊園にある。
1925年、妻の芳香が作品図案を多く含む「後藤慶二氏遺稿」（私家版）を刊行。建築家岡田信一郎が序文を寄稿している。

## 作品
- 豊多摩監獄（後の中野刑務所）
- 明治神宮宝物殿設計競技案
- 大同江画舫楽浪丸[5]
- 松田正久男爵銅像台座
- 宮島ホテル改築案
- 南薫造邸
- 大野隆徳邸[6]
- 東京区裁判所

## その他

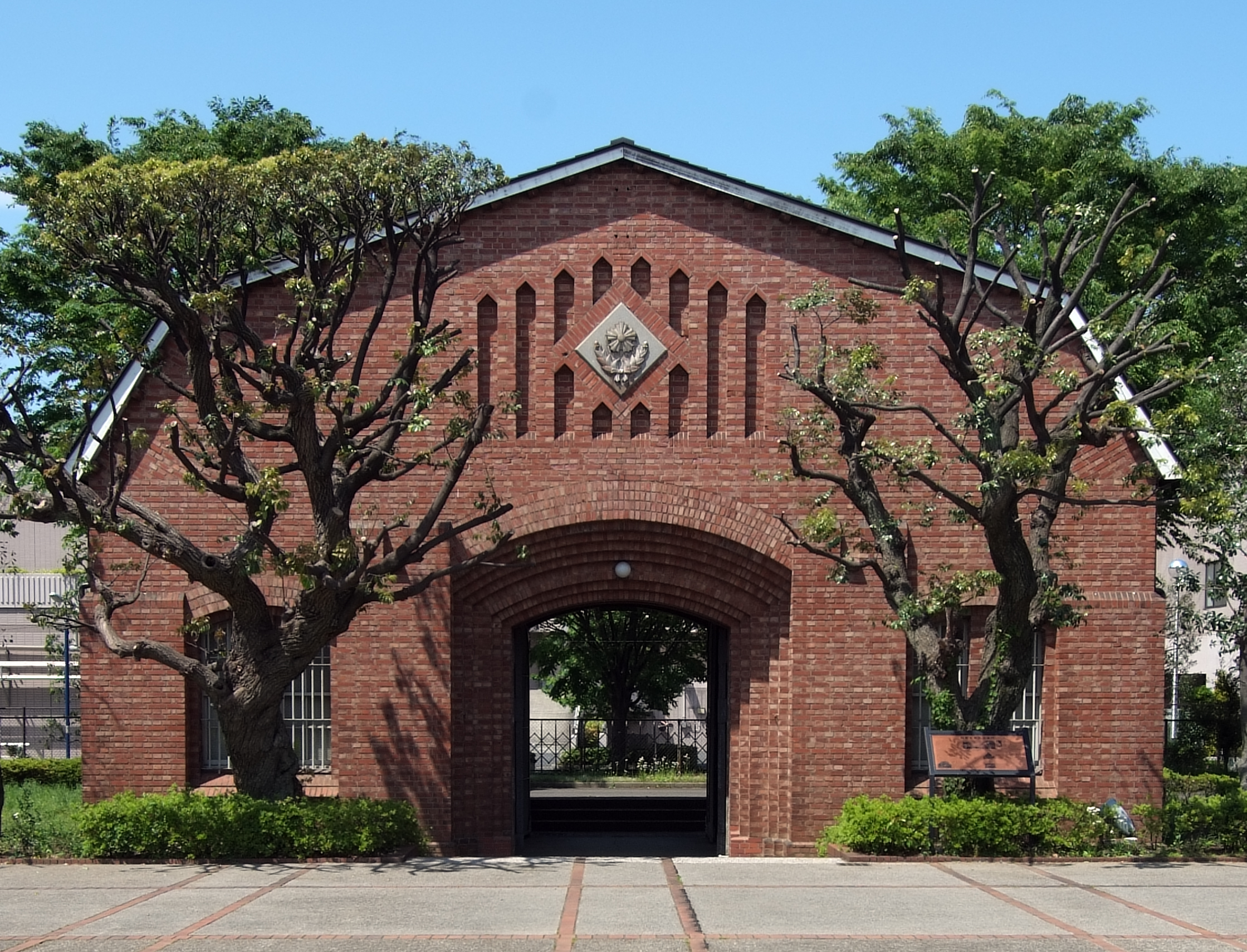
旧豊多摩監獄表門

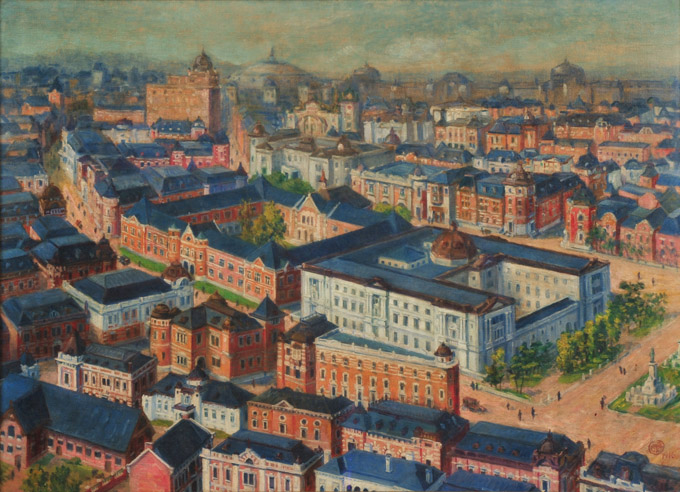
「辰野金吾博士 作品集成絵図」1916年

- 短命のため作品は少ない。代表作の豊多摩監獄は中野刑務所となり、1983年に閉庁。跡地は防災公園（区立平和の森公園）、下水道施設、法務省矯正研修所となり、矯正研修所構内に旧豊多摩監獄の正門部分のみが保存された。2017年に矯正研修所が昭島市に移転したため、旧正門の保存運動が行われた。中野区は研修所跡地を小学校用地として購入し、旧正門は保存する方針で[7]、区文化財に指定[8]。曳家により移築される予定である（2024年3月現在）。
- 辰野金吾の還暦祝いに「作品集成絵図」を贈った。日本銀行、東京帝国大学工科大学、東京駅など辰野作品が並ぶ架空の街並みを描いたものである。
- 子息一雄は後に東京工業大学建築学科教授。

## 著書
- 『後藤慶二氏遺稿』私家版、後藤芳香、1925年。
  - 森仁史 監修『後藤慶二氏遺稿』ゆまに書房〈叢書・近代日本のデザイン. 23〉、2009年。ISBN 9784843330555。に復刻
- 『日本劇場史・附西洋劇場の話』岩波書店、1925年。卒業論文をもとにしたもので、日本の劇場建築史に関する研究の嚆矢。
- 『鉄筋混凝土構造』白水社、1926年。
- 後藤慶二『日本劇場史 簡易なる日本国劇史 (近世文芸研究叢書 第2期芸能篇 5(歌舞伎5))』クレス出版、1996年。

### 論文、雑誌
- 後藤慶二「能舞台建築の進化」『建築雑誌』、日本建築学会、1911年。
- 後藤慶二「劇場の話」『建築工芸誌』、建築工芸社、1913年。
- 後藤慶二「横断劇場舞台建築史」『中央建築』、中央建築社、1923年。
- 後藤、山崎静太郎、上野「能舞台研究会（1）」『能楽』第8巻第1号、『能楽』発行所、1910年1月、71-77頁。
- 後藤、山崎静太郎、上野「能舞台研究会（2）」『能楽』第8巻第2号、『能楽』発行所、1910年2月、40-45頁。
- 後藤、山崎静太郎、上野「能舞台研究会（3）」『能楽』第8巻第3号、『能楽』発行所、1910年3月、48-53頁。
- 後藤、山崎静太郎、上野「能舞台研究会（4）」『能楽』第8巻第4号、『能楽』発行所、1910年4月、51-56頁。
- 後藤、山崎静太郎、上野「能舞台研究会（5）」『能楽』第8巻第5号、『能楽』発行所、1910年5月、46-49頁。
- 後藤、山崎静太郎、上野「能舞台研究会（6）」『能楽』第8巻第6号、『能楽』発行所、1910年6月、32-38頁。
- 後藤、山崎静太郎、上野「能舞台研究会（7）」『能楽』第8巻第8号、『能楽』発行所、1910年8月、23-27頁。
- 後藤、山崎静太郎、上野「能舞台研究会（8）」『能楽』第8巻第9号、『能楽』発行所、1910年9月、22-26頁。
- 後藤、山崎静太郎、上野「能舞台研究会（9）」『能楽』第8巻第10号、『能楽』発行所、1910年10月、54-57頁。
- 後藤、山崎静太郎、上野「能舞台研究会（10）」『能楽』第8巻第11号、『能楽』発行所、1910年11月、48-54頁。
- 後藤、山崎静太郎、上野「能舞台研究会（11）」『能楽』第8巻第12号、『能楽』発行所、1910年12月、56-62頁。
- 後藤、山崎静太郎、上野、藤田「能楽堂改良会（1）」『能楽』第9巻第1号、『能楽』発行所、1911年1月、79-84頁。
- 後藤、山崎静太郎、上野、藤田「能楽堂改良会（2）」『能楽』第9巻第2号、『能楽』発行所、1911年2月、68-71頁。
- 後藤、山崎静太郎、上野、咲壽「能楽堂改良会（3）」『能楽』第9巻第4号、『能楽』発行所、1911年4月、60-64頁。
- 後藤、山崎静太郎「能楽堂改良会（4）」『能楽』第9巻第5号、『能楽』発行所、1911年5月、52-55頁。
- 後藤、山崎静太郎、咲前、上野「能楽堂改良会（5）」『能楽』第9巻第7号、『能楽』発行所、1911年7月、59-61頁。
- 後藤慶二「慶長12年の勧進能舞台」『能楽』第8巻第10号、『能楽』発行所、1910年10月、33-37頁。
- 後藤慶二「能舞台を作り物として見よ」『能楽』第9巻第1号、『能楽』発行所、1911年1月、67-69頁。

## 関係資料
- 日本建築学会建築博物館 - 後藤慶二資料を所蔵。資料の概要については、増田泰良、藤岡洋保、山崎鯛介、瀧口克己「後藤慶二資料の特徴とその建築史的重要性について」を参照。